# Nereo Laroni
Nereo Laroni (Venezia, 2 settembre 1942 – Mestre, 14 luglio 2019) è stato un politico italiano, esponente del Partito Socialista Italiano, sindaco di Venezia e parlamentare europeo.

## Biografia
Da giovane Laroni viene coinvolto in politica da Gianni De Michelis, assieme a Renato Nardi; in seguito viene eletto più volte consigliere comunale del PSI per Venezia. 
È stato sindaco di Venezia dal 1985 al 1987 e poi assessore comunale alla Cultura nella giunta Casellati, in tale veste fu tra i principali promotori del concerto dei Pink Floyd nel 1989 a Venezia.
È stato eletto eurodeputato alle elezioni europee del 1989 per la lista del PSI. È stato vicepresidente della Delegazione per le relazioni con la Jugoslavia e della Delegazione per le relazioni con i paesi del Mashrek; membro della Commissione per la gioventù, la cultura, l'istruzione, i mezzi di comunicazione e lo sport, della Commissione per lo sviluppo e la cooperazione, della nell'Assemblea paritetica della convenzione tra gli Stati dell'Africa, dei Caraibi e del Pacifico e la CEE (ACP-CEE), della Commissione per gli affari esteri e la sicurezza, della Commissione per l'energia, la ricerca e la tecnologia. Rimane in carica fino al 1994.
Dopo lo scioglimento del PSI, nel 1996 aderisce al Partito Socialista di Intini e De Michelis, con cui si candida a presidente della provincia di Venezia alle elezioni del 1999, ottenendo l'1,7% dei voti.
Nel 2001 partecipa alla nascita del Nuovo PSI, con cui viene eletto consigliere regionale del Veneto nel 2005 ed è poi confermato nella carica anche alle elezioni regionali del 2010, nel listino del presidente Zaia. Conclude tale mandato istituzionale nel 2015.
Laroni muore all'età di 78 anni nell'estate 2019, all'ospedale di Mestre, dov'era stato ricoverato per un intervento al cuore.